# Juan Foyth
Juan Marcos Foyth (født d. 12. januar 1998) er en argentinsk professionel fodboldspiller, som spiller for La Liga-klubben Villarreal og Argentinas landshold.

## Klubkarriere

### Estudiantes
Foyth begyndte sin karriere med Estudiantes de La Plata, hvor han gjorde sin professionelle debut i marts 2017.

### Tottenham Hotspur
Foyth skiftede i august 2017. Han gjorde sin Premier League-debut den 3. november 2018 i en kamp mod Wolverhampton Wanderers. Hans debut ville dog blive mindeværdig af dårlige årsager, da han begik to straffespark i kampen.

### Villarreal
Foyth blev i oktober 2022 udlejet til Villarreal. Efter at have imponeret på lån, blev aftalen gjort permanent i juni 2021.

## Landsholdskarriere

### Ungdomslandshold
Foyth har repræsenteret Argentina på U/20-niveau.

### Seniorlandshold
Foyth debuterede for Argentinas landshold den 17. november 2018. Han var del af Argentinas trup som vandt VM i 2022.

## Titler
Villarreal
- UEFA Europa League: 1 (2020-21)

Argentina
- Verdensmesterskabet: 1 (2022)